# Patronažni obisk nosečnice na domu
Osnovno zdravstveno varstvo v Sloveniji omogoča obisk medicinske sestre v patronažnem varstvu na domu že v nosečnosti. Na obisku se pogovarja o poteku nosečnosti in poroda. Za obisk medicinske sestre v patronažnem varstvu v času nosečnosti se vsak odloči prostovoljno, tako da pokliče Patronažno službo v lokalnem Zdravstvenem domu. Predvsem pa je obisk zaželen, saj se tako lahko čim prej vzpostavi partnerski odnos med družino in medicinsko sestro v patronažnem varstvu, ki se bo nadaljeval in krepil tudi ob prihodu novorojenčka v domače okolje.

## Namen obiska
Obisk pri nosečnici obsega pregled zdravstvene dokumentacije, sem spada: materinska knjižica, patronažni karton družine. Medicinska sestra v patronažnem varstvu pridobi podatke o počutju v družini in na delovnem mestu, življenjskih navadah, prebolelih boleznih, datumu zadnje menstruacije, prebolelih ginekoloških boleznih, dejavnikih tveganja (socialne, ekonomske težave) in izidih prejšnjih nosečnosti in svetuje glede osebne higiene, negi dojk in utrjevanju prsnih bradavic, odvajanju in spolnih odnosih, pomembnosti zadostne količine spanja, primerni obutvi in oblačilih za nosečnico, pomembnosti telesne aktivnosti in uravnavanja telesne teže. Poleg tega nudi psihično podporo, nosečnico pouči o telesnih in čustvenih spremembah v nosečnosti.
Pomemben del obiska vključuje poučevanje o osebni higieni. Medicinska sestra v patronažnem varstvu nosečnico pouči o pravilni in poostreni osebni higieni, saj se ženska v času nosečnosti bolj poti ter ima več vaginalnega izcedka. Nosečnica mora posebno pozornost nameniti anogenitalni negi, negi dojk ter negi kože na trebuhu za preprečevanje strij. Nosečnici se svetuje pogostejše prhanje, odsvetuje pa se ji kopanje v bazenih ter kadi. V času nosečnosti mora ženska namestiti veliko pozornost ustni votlini ter ji svetujemo redne obiske pri zobozdravniku. Prav tako je v času nosečnosti pomembna telesna aktivnost nosečnice, zato patronažna medicinska sestra pouči nosečnico o pomenu zmerne telesne aktivnosti ter vzdrževanju normalne telesne teže, svetuje se ji vsaj 30 min telesne aktivnosti dnevno. Svetuje se krajše sprehode, ples ter vaje za krepitev mišic medeničnega dna. Odsvetujejo pa se aktivnosti, ki predstavljajo večje tveganje za padec ali udarec (npr. jahanje, smučanje ter kolesarjenje). Poleg redne telesne aktivnosti pa ima pomembno vlogo za zdravje nosečnice in ploda tudi prehrana. Patronažna medicinska sestra mora nosečnico poučiti o varni in kakovostni prehrani, ki je v času nosečnosti zelo pomembna, prav tako je potrebno veliko pozornost nameniti varni pripravi hrane. Pomembno je, da izbira sezonsko ter lokalno pridelano hrano ter da se izogiba živilom, ki bi lahko predstavljala tveganje za okužbo. Predvsem naj se izogiba vnaprej pripravljeni surovi hrani (npr. solate, sadje ter meso). Za nosečnico je pomembno, da ima 3 glavne obroke ter vmes vsaj 2 malici, saj na tak način poskrbi za enakomeren vnos hranil in energije, ki je pomemben za zdravje nosečnice ter ploda.

## Priprava na porod
Namen obiska je zdravstvenovzgojna dejavnost v času nosečnosti in tudi po porodu. Opravi se tudi svetovanje glede psihofizičnih in socialnih priprav na porod. Predstavi tudi možnosti obiska Šole za starše, značilnosti bližajočega se poroda in pomen pravočasnega odhoda v porodnišnico. Svetuje se glede pripomočkov, ki so potrebni za odhod v porodnišnico in opreme za novorojenčka, ki bo potrebna v domačem okolju. Spodbuja se odločitev za dojenje otroka, saj ima to dokazano veliko prednosti. Medicinska sestra v patronažnem varstvu je na voljo tudi za svetovanje in pogovor glede specifičnih potreb nosečnice in priprav na prihod novorojenčka.
V nosečnosti in med porodom so zelo obremenjene mišice medeničnega dna. Zato se priporoča izvajanje vaj, ki krepijo te mišice. Z vajami nosečnica pridobi občutek aktiviranih in sproščenih mišic, kar je pomembno med porodom, ko morajo biti mišice medeničnega dna čim bolj sproščene.
Zdravstveni delavci nosečnici predstavijo morebitno nevarne virusne ali bakterijske okužbe v času nosečnosti, kot so toksoplazmoza, hepatitis B, sifilis, rdečke, norice, in nekatere druge. Nekatere izmed naštetih okužb se lahko prenesejo preko krvi nosečnice na plod, in tako lahko povzročijo prizadetost ploda, prezgodnji porod, spontani splav ali druge zdravstvene težave. Medicinska sestra v patronažnem varstvu nosečnico ob obisku opomni na higieno rok, prekuhavanje ali pečenje mesa, izogibanju hišnih ljubljenčkov (npr. okužba s parazitom toksoplazmoze preko stika z mačjimi iztrebki), izogibanje osebam, ki prebolevajo nalezljive bolezni, ter drugimi preventivnimi dejavniki.

## Varna oprema in igrače za dojenčka
Medicinska sestra v patronažnem varstvu si ob obisku temeljito ogleda prostore kjer bo otrok bival. Ogleda si pripravljene pripomočke za nego otroka in primernost igrač ter svetuje skladno z varnostnimi priporočili. Otroška posteljica naj ima priložena jasna navodila za sestavljanje in varno uporabo. Vzmetnica naj se po dolžini in širini tesno prilega posteljnemu okvirju, med vzmetnico in ograjo posteljice pa sme biti na vsaki strani največ 2 cm široka špranja. Vzmetnica mora biti čvrsta, zračna in trda. Najboljše je če je posteljna ograja fiksna, brez možnosti za dviganje in spuščanje. Priporočljiv razmik med pokončnimi letvicami je od 4,5 do 6 cm, saj tako otrok ne more potisniti glave skozi odprtino. Pazimo da posteljica nima manjših sestavnih delov, ki bi jih otrok lahko dal v usta.
Tudi previjalna mizica naj ima priložena jasna navodila za sestavljanje in varno uporabo. Imeti mora široko podnožje, ki zagotavlja stabilnost, čvrsto in nedrsečo podlogo, robovi naj bodo dvignjeni vsaj ob 2 stranicah. Nekatere previjalne mize imajo varnostni pas, s katerim lahko otroka pripnemo, vendar mora biti otrok vedno pod nadzorom odrasle osebe in na dosegu roke tudi če je pripet.
Primerna igrača je označena z znakom “CE”, sledimo pravilu mlajši kot je otrok, večja naj bo igrača. Nevarnost za zadušitev predstavljajo igrače s premerom do 3 cm in igrače, ki se razstavijo na drobne dele (majhne figurice živali ali ljudi, plišaste igrače z drobnimi trdimi očmi, drobne kocke, igrače z majhnimi okroglimi baterijami, žebljički). Izogibamo se igrač z daljšimi vrvicami in strunami zaradi nevarnosti zadušitve, igrač z ostrimi robovi ali gibljivimi deli (vzmeti, tečaji), saj lahko urežejo, uščipnejo ali ukleščijo otrokove prste. Igrača mora biti izdelana iz zdravju neškodljivih in negorljivih materialov ter pobarvana z zdravju neškodljivimi barvami, ki ne pokajo in se ne luščijo.

## Nosečniška slabost
V začetku nosečnosti sta pogosto prisotna bruhanje in »jutranja slabost«, ki se po navadi umirita do 16. ali vsaj 20. tedna. Ti dve tegobi nosečnica lahko ublaži s pogostim uživanjem manjših obrokov, zmernim gibanjem, počitkom, nekaterim lahko pomaga Rupurut, ki ustvari oblogo v želodcu, izogibanjem začinjene in mastne hrane ter pijači s kofeinom (npr. kava). Druge spremembe, ki so značilne za nosečnost sta tudi spahovanje ter zgaga, saj sta povezani s hormonskimi spremembami in rastočo maternico. Prav tako si nosečnica pri tem lahko pomaga s pogostejšimi manjšimi obroki, suho hrano (npr. prepečenec), pitjem mineralne vode (npr. Donat Mg), izogibanjem kisle, mastne ter začinjene hrane ter po obroku ne leže takoj. Ker se prebava v času nosečnosti upočasni zaradi rastoče maternice, hormonskih sprememb ter sprememb v življenjskem slogu, se pogosto pojavi zaprtost. Pomembno je zaužitje dovolj tekočine (najbolje voda ali nesladkan čaj), prehrana z dovolj vlakninami, redna telesna aktivnost, po potrebi odvajala. Naravna mineralna voda (npr. Donat Mg) se poleg lajšanja tegob pri zgagi in spahovanju lahko zaužije tudi pri zaprtju. V času nosečnosti lahko pride tudi do otekanja nog in rok, težav s krčnimi žilami, hemoroidi, omedlevico, krči v mečih in stopalih.

## Po porodu
Tudi po porodu, po navadi že naslednji dan po odpustu iz porodnišnice sledi ponoven obisk medicinske sestre v patronažnem varstvu, kjer pomaga pri dojenju in negi novorojenca.
Tako nosečnici, kot tudi ženski po porodu pripadajo preventivni patronažni obiski, in sicer v času nosečnosti se izvede eden preventivni patronažni obisk, otročnici pripadata dva preventivna patronažna obiska in za dojenčka v prvem letu starosti je namenjeno šest preventivnih patronažnih obiskov. Dojenčkom slepih in invalidnih mater pripadata še dva dodatna obiska (to velja do dopolnjenega otrokovega prvega leta starosti). Če je potrebno več obiskov, se patronažna medicinska sestra o tem posvetuje z izbranim ginekologom oz. izbranim pediatrom.